# Jay (album)
Pour les articles homonymes, voir Jay.
Albums de Jay Chou
Fantasy
(2001)
Jay (周杰倫同名專輯) est le premier album de l'artiste taïwanais Jay Chou. Il est sorti le 7 novembre 2000.
Jay a reçu des critiques très positives,  on lui attribue le mérite d'avoir lancé une toute nouvelle ère de la musique mandopop et il est considéré comme l'un des albums les plus marquants de la Grande Chine du 21e siècle. Commercialement, l'album a été un succès avec plus de 250 000 copies vendues à Taiwan et est devenu le best-seller pendant quatre mois consécutifs.   L'album remporte un prix de IFPI Hong Kong Top Sales Music Award pour les dix meilleurs albums vendues en mandarin de l'année 2001.

## Liste des titres
| 1.    | Adorable Women (可愛女人 - Ke Ai Nü Ren)                 | 3:56 |
| 2.    | Perfection (完美主義 - Wan Mei Zhu Yi)                   | 4:01 |
| 3.    | Starry Mood (星晴 - Xing Qing)                           | 4:16 |
| 4.    | Wife (娘子 - Niang Zi)                                   | 4:28 |
| 5.    | Bullfight (鬥牛 - Dou Niu)                               | 4:36 |
| 6.    | Black Humor (黑色幽默 - Hei Se You Mo)                   | 4:40 |
| 7.    | Istanbul (伊斯坦堡 - Yi Si Tan Bao)                      | 3:26 |
| 8.    | Indian Old Bird (印地安老斑鳩 - Yin Di An Lao Ban Jiu)   | 5:02 |
| 9.    | Tornado (龍捲風 - Long Juan Feng)                        | 4:08 |
| 10.   | Counter Clockwise (反方向的鐘 - Fan Fang Xiang De Zhong) | 4:16 |
| 42:49 |                                                          |      |